# Lục long tranh bá
Lục long tranh bá (tiếng Hàn: 육룡이 나르샤; Romaja: Yukryongi Nareusha) là phim truyền hình Hàn Quốc được chuyển thể từ tiểu thuyết cùng tên, được sản xuất nhân lễ kỉ niệm 25 năm của đài truyền hình SBS, với sự tham gia của Yoo Ah-in, Kim Myung-min và Shin Se-kyung. Phim được phát sóng trên SBS vào thứ hai và thứ ba hàng tuần lúc 22:00 gồm 50 tập bắt đầu từ 5 tháng 10 năm 2015.

## Nội dung
Phim kể về quá trình xây dựng nhà Triều Tiên sau khi vương triều được thiết lập bởi Triều Tiên Thái Tổ và tể tướng Jung Do Yeon. Triều Tiên vừa được thành lập thì nhiều cuộc xung đột và bạo loạn giữa 6 phiến quân đồng loạt nổ ra, trong đó nổi bật nhất là Lý Phương Viễn - người con thứ ba của Thái Tổ đại vương. Vương tử Lý Phương Viễn vốn dĩ có tham vọng biến nhà Triều Tiên thành vương triều theo chế độ quân chủ lập hiến nhưng do vấp phải sự phản đối mạnh mẽ của Thái Tổ nên đã đứng lên làm loạn.

## Phân vai

### Nhân vật chính
- Yoo Ah-in vai Yi Bang-won, vua Taejong[2]
  - Nam Da-reum vai Bang-won nhỏ
- Kim Myung-min vai Jeong Do-jeon
- Shin Se-kyung vai Boon-yi
  - Lee Ree vai Boon-yi nhỏ
- Chun Ho-jin vai Yi Seong-gye
- Byun Yo-han vai Ddang-sae
  - Yoon Chan-young vai Ddang-sae nhỏ
- Yoon Kyun-sang vai Moo-hyul
  - Baek Seung-hwan vai Moo-hyul nhỏ

### Nhân vật phụ
- Jeong Yu-mi[3] vai Yeon-hee.
- Lee Ji Hoon vai Heo Kang / Yi Shin-Jeok
- Lee Cho-hee vai Gab-boon, một ca kỹ
- Gong Seung-yeon vai Min Da-kyung, hoàng hậu Won Kyung
- Seo Yi-sook as Myo-sang, bà của Moo-hyul
- Park Hyuk-kwon vai Gil Tae-mi
- Lee Seung-hyo vai Yi Bang-woo